# Śniatynka
Śniatynka (ukr. Снятинка) – wieś na Ukrainie w rejonie drohobyckim należącym do obwodu lwowskiego.

## Historia
W 1866 roku w Śniatynce należącej do Stanisława Tarnowskiego gościł Artur Grottger, gdzie wykonał szereg rysunków oraz obrazów olejnych m.in. dyptyk poświęcony powstaniu styczniowemu oraz kartony „Bój” i „Duch” do cyklu Lithuania.